# Сан Веро Конђус
Сан Веро Конђус је насеље у Италији у округу Ористано, региону Сардинија.
Према процени из 2011. у насељу је живело 103 становника. Насеље се налази на надморској висини од 19 м.